# 冰
冰（ひょう）は、漢姓の一つ。

## 中国の姓
冰（ひょう、Bīng）は、漢姓の一つである。

### 「氷」との違い
明の凌迪知の『万姓統譜』によれば、あるいは氷氏と書かれることもあるという。
実際、袁義達・邱家儒(2010) 中国姓氏大辞典 には、365頁の「冰 bīng」の項とは別に、254頁に「氷 bīng」の項があり、「氷は冰の異体字であり、すなわち冰氏である」とし、「氷氏」の分布として、江蘇省塩城市にこの姓があると記載している。

### 出自
臧励龢『姓氏考略』（商務印書館、1921年）によれば、凌氏が改めたものが系出の一つだという。

### 民族
『武川県志』（内蒙古人民出版社、1989年）によれば、少数民族の姓としては満州族にあるという。

### 分布
山西省沁源県、河南省周口市・洛寧県・済源市・寧陵県、山東省新泰市、河北省河間市・清河県、北京市、遼寧省、貴州省習水県、湖南省津市市などの地におしなべてこの姓がある。

### 著名な人物
- 冰如鑒 - 明の時の安徽繁昌の人、万暦年間に寧川衛千戸を務めた[1]。

## 朝鮮の姓
冰（ひょう、ピン、朝: 빙）氏は、朝鮮人の姓氏の一つである。

### 著名な人物
- 冰如鏡 - 慶州冰氏の始祖。中国明の憲宗の時の文淵学士で礼部侍郎を歴任した後[3]、内閣翰林の地位にあって[4]、世祖の時、使臣として朝鮮に来たまま帰化した[3][4]。国賓として厚遇して、吏曹参議の位を授け、慶州府院君に封じた[5][4]。

### 氏族と起源
氏族は慶州冰氏が大宗で、その始祖は冰如鏡。『朝鮮氏族統譜』によれば、中国から入ってきた姓氏で、全南谷城地方に多く暮らすというが、『増補文献備考』や『陶谷叢説』にも見えないものが、1930年国勢調査で初めて現れた。冰如鏡は世祖の時、使臣として朝鮮に来たまま帰化して、今日に至る名門である。冰如鏡は慶州府院君に封じたことで、後孫たちが本貫を慶州とした。
なお、2015年の韓国の統計庁による調査では漢字表記が下記の「氷」に統一される。
| 氏族（地域） | 創始者 | 人数（2015年） |
| ------------ | ------ | -------------- |
| 慶州冰氏     | 冰如鏡 | 738            |
| 南原冰氏     |        | 5              |
| 三陟冰氏     |        | 7              |
| 清州冰氏     |        | 9              |

#### 慶州「氷」氏
2000年に、韓国の統計庁が行った人口住宅総調査に伴う「姓氏および本貫集計」結果によって、本貫を慶州とする氷氏「慶州氷氏」が1世帯1名発見された。しかしながら、これは上述の「「氷」との違い」とその注釈にあるように、「氷」は「冰」の略字体であり、中華圏では「冰」が公用字体とされており、その上、韓国では、いずれかを公用字体と指定しておらず、互いに通用していることで略体の「氷」を使ったにすぎず、それを混乱して別の姓氏と勘違いして集計したものであって、本来、「冰氏」および「慶州冰氏」に集計しても構わなかった物であろう。

### 人口と割合
| 年度   | 人口  | 世帯数  | 順位         | 割合 |
| ------ | ----- | ------- | ------------ | ---- |
| 1930年 | -     | 43世帯  |              |      |
| 1960年 |       |         |              |      |
| 1985年 | 464人 | 112世帯 | 274姓中179位 |      |
| 2000年 | 723人 | 221世帯 | 286姓中186位 |      |
| 2015年 | 763人 |         |              |      |